# Presečno Visočko
Presečno Visočko – wieś w Chorwacji, w żupanii varażdińskiej, w gminie Visoko. W 2011 roku liczyła 180 mieszkańców.